# Discographie de Zhou Shen
 (avril 2025).
La mise en forme du texte ne suit pas les recommandations de Wikipédia : il faut le « wikifier ».
Les points d'amélioration suivants sont les cas les plus fréquents. Le détail des points à revoir est peut-être précisé sur la page de discussion.
- Les titres sont pré-formatés par le logiciel. Ils ne sont ni en capitales, ni en gras.
- Le texte ne doit pas être écrit en capitales (les noms de famille non plus), ni en gras, ni en italique, ni en « petit »…
- Le gras n'est utilisé que pour surligner le titre de l'article dans l'introduction, une seule fois.
- L'italique est rarement utilisé : mots en langue étrangère, titres d'œuvres, noms de bateaux, etc.
- Les citations ne sont pas en italique mais en corps de texte normal. Elles sont entourées par des guillemets français : « et ».
- Les listes à puces sont à éviter, des paragraphes rédigés étant largement préférés. Les tableaux sont à réserver à la présentation de données structurées (résultats, etc.).
- Les appels de note de bas de page (petits chiffres en exposant, introduits par l'outil «  Source ») sont à placer entre la fin de phrase et le point final[comme ça].
- Les liens internes (vers d'autres articles de Wikipédia) sont à choisir avec parcimonie. Créez des liens vers des articles approfondissant le sujet. Les termes génériques sans rapport avec le sujet sont à éviter, ainsi que les répétitions de liens vers un même terme.
- Les liens externes sont à placer uniquement dans une section « Liens externes », à la fin de l'article. Ces liens sont à choisir avec parcimonie suivant les règles définies. Si un lien sert de source à l'article, son insertion dans le texte est à faire par les notes de bas de page.
- La présentation des références doit suivre les conventions bibliographiques. Il est recommandé d'utiliser les modèles {{Ouvrage}}, {{Chapitre}}, {{Article}}, {{Lien web}} et/ou {{Bibliographie}}. Le mode d'édition visuel peut mettre en forme automatiquement les références.
- Insérer une infobox (cadre d'informations à droite) n'est pas obligatoire pour parachever la mise en page.

Pour une aide détaillée, merci de consulter Aide:Wikification.
Si vous pensez que ces points ont été résolus, vous pouvez retirer ce bandeau et améliorer la mise en forme d'un autre article.
Zhou Shen, chanteur chinois, a sorti deux albums studio, deux albums live, un extended play et plus de 248 singles.
Sa chanson Gros poisson lui a remporté huit prix musicaux.
Son album Shenself a obtenu la 11e place avec plus de 1,5 million de ventes mondiales.

## Albums

### Albums studio
| Titre (traduction) |
| --- |
| 1. 玫瑰与小鹿 (La rose et le faon) 2. 浅浅 (Superficiel) 3. 哥哥 (Grand frère) 4. 迎刃 (Infranchissable) 5. 蓝色降落伞 (Parachute bleu) 6. 风景 (Paysage) 7. 妳 (Toi) 8. 白墙 (Mur blanc) 9. 大鱼 (Gros poisson) 10. 一缕执念 (Une touche d'obsession) |

| Titre (traduction) |
| --- |
| 1. 深 (Intro) 2. 蜃楼 (Mirage) 3. 重启 (Redémarrer) 4. 记忆商店 (La boutique de mémoire) 5. 警报 (L'alarme) 6. 少管我 (Attention à tes manières) 7. 嗨 (Allô) 8. 缝合 (Se fixer) 9. Wala li longla 10. 空壳 (Coquille vide) 11. 没关系 (La vie est comme une boîte de chocolats) 12. 请我不改 (Coeur brave) 13. 虚构 (Le masque) 14. 周 (Outro) |

### Albums live
| Titre (traduction) |
| --- |
| 1. 来不及勇敢 （Trop tard pour être courageux） 2. 雪花落下 (Flocons de neige) 3. 曾经沧海 (Vicissitudes de la vie) 4. 随风 (Le vent) 5. 大鱼 (Gros poisson) 6. 避难所 (Sanctuaire) 7. 愿 (Voeu) 8. 梅香如故 (Restant de prune) 9. 影 (Ombre) 10. 海藏 (Perle de mer) 11. 触不可及 (Intouchables) 12. 谢谢你听过我唱的这些歌 (Merci de m'avoir écouté chanter) 13. 不想睡 (Je ne veux pas dormir) |

| Titre (traduction) |
| --- |
| 1. 触不可及 (Intouchables) 2. 追赶春天的人 (À la poursuite le printemps) 3. 光亮 (Lumineux) 4. 化身孤岛的鲸 (Baleine sur un île) 5. 女爵 (Continuité) 6. 终身美丽 (Beauté de la vie) 7. 若梦 (Comme un rêve) 8. 带我去找夜生活 (Emmène-moi vivre la nuit) 9. Rubia 10. 望 (S'attendre) 11. 起风了 (Le vent) 12. 不想睡 (Je ne veux pas dormir) 13. 大鱼 (Gros poisson) |

## Extended Play
| No. | Titre                | Date de sortie | Diffusé par      | Pistes |
| --- | -------------------- | -------------- | ---------------- | ------ |
| 1   | Shen's Love (小深情) | Mai 2025       | Zhou Shen Studio |        |

## Singles
| 2016-2017 | 2016-2017      | 2016-2017                       | 2016-2017                                           | 2016-2017        |
| No.       | Titre original | Traduction                      | Pour                                                | Date de sortie   |
| --------- | -------------- | ------------------------------- | --------------------------------------------------- | ---------------- |
| 1         | 临安初雨       | Première pluie à Lin'an         | Water Margin Q                                      | 8 août 2016      |
| 2         | 回声           | Écho                            | Nuit étoilée, mer étoilée (en)                      | 10 février 2017  |
| 3         | 黎明的翅膀     | Les ailes de l'aube             | Le destin d'Arad                                    | 21 mars 2017     |
| 4         | 浓情淡如你     | Romance calme                   | Fraternité des Épées 2 : La bataille infernale (en) | 12 juin 2017     |
| 5         | 不说话         | Sans voix                       | Dahufa (en)                                         | 21 juin 2017     |
| 6         | 曾经沧海       | Vicissitudes de la vie          | Nuit étoilée, mer étoilée (en)                      | 2 octobre        |
| 7         | 何处是天涯     | Mais où aller                   | Légende du phénix (en)                              | 24 octobre 2017  |
| 8         | 垃圾别烦我     | Les déchets ne me dérangent pas | Gestionnaire mobile Tencent                         | 30 novembre 2017 |

| 2018 | 2018             | 2018                          | 2018                                        | 2018           |
| No.  | Titre original   | Traduction                    | Pour                                        | Date de sortie |
| ---- | ---------------- | ----------------------------- | ------------------------------------------- | -------------- |
| 1    | 如果你爱我       | Si tu m'aimes                 | Roman Laisse-moi te montrer                 | 10 janvier     |
| 2    | 水形物语         | La forme de l'eau             | La Forme de l'eau                           | 13 mars        |
| 3    | 无关             | Indépendance                  | A ou B                                      | 24 avril       |
| 4    | 花开             | Fleur                         | Espace Shen                                 | 8 mai          |
| 5    | 等着我           | Attends-moi                   | Waiting for Me (zh)                         | 20 mai         |
| 6    | 云裳羽衣曲       | -                             | Jeu du même nom                             | 27 juin        |
| 7    | 梦留别           | Rêve d'adieu                  | Jeu 天涯明月刀                              | 29 juin        |
| 8    | 来不及勇敢       | Trop tard pour être courageux | City Sky of Yesterday                       | 3 juillet      |
| 9    | 独白             | Monologue                     | Le destin du serpent blanc (en)             | 5 juillet      |
| 10   | 没有说完的故事   | Histoire inachevée            | Kungfood                                    | 10 août        |
| 11   | 念               | Tu me manques                 | Jeu JX Online 3                             | 15 août        |
| 12   | 梅香如故         | Restants d'un prunier         | L'amour royale de Ruyi (en) (avec Mao Buyi) | 23 août        |
| 13   | 梦回神都         | Rêve de la cité impériale     | Jeu 神都夜行錄                              | 18 septembre   |
| 14   | 可它爱着这个世界 | Mais il aime ce monde         | Pour son anniversaire                       | 29 septembre   |
| 15   | 牛郎织女         | Le bouvier et la tisserande   | Lutte contre la pauvreté par le CFLAC (en)  | 2 octobre      |
| 16   | 青春有悔         | Regrets de jeunesse           | Mon compagnon (我的小伙伴)                  | 18 octobre     |
| 17   | 对不起           | Désolé                        | avec Panda.Q                                | 16 octobre     |
| 18   | 楼台             | Balcon                        | avec Zhu Qi                                 | 21 novembre    |
| 19   | 缘起             | Origine                       | White Snake                                 | 27 novembre    |

| 2019 | 2019             | 2019                       | 2019                                                  | 2019           |
| No.  | Titre original   | Traduction                 | Pour                                                  | Date de sortie |
| ---- | ---------------- | -------------------------- | ----------------------------------------------------- | -------------- |
| 1    | 随风             | Le vent                    | Mystery of Anthiques (zh)                             | 9 janvier      |
| 2    | 此生惟你         | Juste toi                  | Heavenly Sword and Dragon Slaying Sabre (en)          | 5 mars         |
| 3    | 落花             | Fleur tombée               | Yan Yangchun (zh)                                     | 4 avril        |
| 4    | 蜕               | Métamorphose               | Battle Through the Heavens Special II: Song of Desert | 12 avril       |
| 5    | 拙慕             | Humble admiration          | L.O.R.D. Critical World                               | 28 mai         |
| 6    | 为爱追寻         | À la poursuite de l'amour  | Jeu Fantasy Westward Journey                          | 28 juin        |
| 7    | 直破穹苍         | Percer le ciel             | Bataille à travers les cieux (zh)                     | 28 juillet     |
| 8    | 荒城渡           | Traverser la ville déserte | The Untamed                                           | 29 juillet     |
| 9    | 不再流浪         | Plus d'errance             | La légende de Hei (en)                                | 28 août        |
| 10   | 情意结           | Noeud d'amour              | Jade Dynasty                                          | 6 septembre    |
| 11   | 胡同少年志       | Jeunesse dans les rues     | Autoroute (国道)                                      | 10 octobre     |
| 12   | 避难所           | Sanctuaire                 | Je t'attends dans le futur (zh), en anglais           |                |
| 13   | 东游             | Voyage vers l'Est          | Voyage vers l'Est                                     | 17 octobre     |
| 14   | 海藏             | Perle de mer               | Chanson de 四海鲸骑                                   | 23 octobre     |
| 15   | 过尽千帆         | Milles voiles              | Planète C-929                                         | 5 novembre     |
| 16   | 愿得一心人       | Désirer à tout coeur       | Royal Nirvana (en)                                    | 8 novembre     |
| 17   | 放鹤图           | La grue peinte             | Royal Nirvana (en)                                    | 11 novembre    |
| 18   | 触不可及         | Intouchables               | Chanson promotionnelle de Sous un autre jour          | 21 novembre    |
| 19   | 念念有词         | Prophétie                  | -                                                     | 7 décembre     |
| 20   | 不群             | Extraordinaire             | -                                                     | 21 décembre    |
| 21   | 愿               | Voeu                       | Chanson thème de Under The Power (en)                 | 23 décembre    |
| 22   | 能解答一切的答案 | La réponse à tout          | Chanson de fin du film Mr. Miao                       | 27 décembre    |

| 2020 | 2020                     | 2020                              | 2020                                                | 2020           |
| No.  | Titre original           | Traduction                        | Remarques                                           | Date de sortie |
| ---- | ------------------------ | --------------------------------- | --------------------------------------------------- | -------------- |
| 1    | 听我说                   | Écoute-moi                        | Chanson de 到哪儿了                                 | 7 janvier      |
| 2    | 请笃信一个梦             | Veuillez croire à un rêve         | Chanson de Jiang Ziya (en)                          | 17 janvier     |
| 3    | 不见就散                 | Partir sans se voir               | avec Hacken Lee (en)                                | 20 janvier     |
| 4    | 渴望遇见                 | Envie de se rencontrer            | Chanson de Tout le monde veut te rencontrer (zh)    | 15 février     |
| 5    | 雪花落下                 | Flocons de neige                  | Chanson de Skate into Love (en)                     | 10 mars        |
| 6    | 昙花一现雨及时           | Apparition éphémère sous la pluie | Chanson de Mille ans d'amour (en)                   | 18 mars        |
| 7    | 爱若琉璃                 | L'amour comme du vernis           | Chanson thème de Amour et rédemption (en)           | 24 mars        |
| 8    | 有一件美好的事情将要发生 | Quelque chose de beau va arriver  | Chanson thème de Amour imparfait (en)               | 27 mars        |
| 9    | 启示                     | Éclairement                       | Jeu DNF: Reversal of Fate                           | 13 avril       |
| 10   | 暗示                     | Indice                            | -                                                   | 29 avril       |
| 11   | 瞳·出类拔萃              | Vision, ultra premium             | Chanson promotionnelle du One Plus 8                | 14 mai         |
| 12   | 拂衣归                   | Retrait                           | Légende de Qin (en)                                 | 19 mai         |
| 13   | 缘落                     | Descente                          | avec Rover Lu pour And the Winner Is Love (en)      | 25 mai         |
| 14   | 话语                     | Paroles                           | avec Panta.Q                                        | 27 mai         |
| 15   | 不想睡                   | Je ne veux pas dormir             | -                                                   | 8 juin         |
| 16   | 天地为念                 | S'inquiéter de l'univers          | Légende de l'exorcisme (天宝伏妖录)                 | 28 juin        |
| 17   | 花西子                   | Florasis                          | -                                                   | 29 juin        |
| 18   | 与卿                     | Avec toi                          | Jeu 掌门太忙                                        | 3 juillet      |
| 19   | 情是何物                 | Qu'est-ce l'amour?                | Lors de la 3e saison de Everlasting Classics        | 4 juillet      |
| 20   | 影                       | Ombre                             | Chanson de gloire (en)                              | 6 juillet      |
| 21   | 卡布叻船長               | Capitaine Kabule                  | Jeu Dragon Nest 2                                   | 8 juillet      |
| 22   | 荒原星火                 | Étincelle en terre sauvage        | Jeu Légende l'ancienne épée                         | 16 juillet     |
| 23   | 无限                     | Infini                            | Jeu Reunion: The Sound of the Providence            | 16 juillet     |
| 24   | 化身孤岛的鲸             | Baleine sur une île               | Premier single de Zhou Shen Studio                  | 25 juillet     |
| 25   | 微光海洋                 | Océan scintillant                 | Jeu Honor of Kings                                  | 3 août         |
| 26   | 新手驾到                 | Go newbies                        | avec d'autres pour Go Newbies                       | 4 août         |
| 27   | 我是你的谁               | Qui suis-je pour toi?             | -                                                   | 25 août        |
| 28   | 情不由衷                 | Amour insincère                   | Pont du Palais d'été                                | 3 octobre      |
| 29   | 幸福里                   | Bonheur                           | Histoires de bonheur (幸福里的故事)                 | 7 octobre      |
| 30   | 资深庸才                 | Médiocre senior                   | avec Prince dans l'album Guide d'une vie imparfaite | 5 novembre     |
| 31   | 画绢                     | Peinture sur de la soie           | Mode chinois                                        | 22 novembre    |
| 32   | 海上蝶                   | Papillon de mer                   | Jeu Onmyoji: The Card Game                          | 7 décembre     |
| 33   | 和光同尘                 | Suivre le courant                 | Like a Flowing River 2 (en)                         | 16 décembre    |
| 34   | 江湖觅知音               | À la recherche de Jianghu         | 新笑傲江湖                                          | 18 décembre    |
| 35   | 相守                     | Rester ensemble                   | Jeu Légende de l'épée 7 (en)                        | 29 décembre    |

| 2021 | 2021                 | 2021                                   | 2021                                              | 2021           |
| No.  | Titre original       | Traduction                             | Remarques                                         | Date de sortie |
| ---- | -------------------- | -------------------------------------- | ------------------------------------------------- | -------------- |
| 1    | 天涯尽处             | La fin du monde                        | avec Hu Xia pour Monarch Industry (en)            | 8 janvier      |
| 2    | 无所畏惧             | Je n'ai pas peur                       | Jeu Battle of Balls                               | 10 janvier     |
| 3    | 归处                 |                                        | The Yinyang Master                                | 22 janvier     |
| 4    | 我，江湖！           | Moi, Jianghu                           | Jeu Rêve de Jianghu (一梦江湖)                    | 23 janvier     |
| 5    | 望                   | S'attendre                             | Pour Alipay                                       | 25 janvier     |
| 6    | 明月传说             | Légende de la lune                     | Weaving a Tale of Love (zh)                       | 27 janvier     |
| 7    | Rubia                | Rubia                                  | Jeu Honkai Impact 3 (崩坏3), chanson en anglais   | 29 janvier     |
| 8    | 茫茫星河             | La vaste galaxie                       | The Blessed Girl                                  | 30 janvier     |
| 9    | 我在这 挺好的        | Je suis bien ici                       | Nightly News de CCTV                              | 10 février     |
| 10   | 望                   | S'attendre                             | Version spéciale St-Valentin                      | 14 février     |
| 11   | 若梦                 | Comme un rêve                          | Stand by Me (与君歌)                              | 14 février     |
| 12   | 要一起               | Être ensemble                          | The Sword and the Brocade (锦心似玉)              | 22 février     |
| 13   | 春天到万家           | Le printemps est à la maison           | Avec Zhang Ye                                     | 27 février     |
| 14   | 茧                   | Cocon                                  | The Long Ballad (en)                              | 20 mars        |
| 15   | 小舍得               | Petit dilemme                          | A Love for Dilemma (en)                           | 12 avril       |
| 16   | 灯火里的中国         | Lanternes chinoises                    | Avec Zhang Ye                                     | 20 avril       |
| 17   | 交换                 | Échange                                | Miss Crow with Mr. Lizard (zh)                    | 26 avril       |
| 18   | 悬崖之上             | La falaise                             | Cliff Walkers                                     | 28 avril       |
| 19   | 田埂五月风           | Le vent de mai sur la crête            | Tencent Wind Art Action 2021                      | 31 mai         |
| 20   | 繁星璀璨的天空       | Ciel étoilé                            | The Glory and the Dream (zh)                      | 9 juin         |
| 21   | 玦恋                 | Amour incomparable                     | Ancient Love Poetry (zh)                          | 16 juin        |
| 22   | 国际歌               | Chanson internationale                 | Avec Sun Nan pour 1921 (en)                       | 25 juin        |
| 23   | 跳舞的月光           | Danse du clair de lune                 | The Day We Lit Up the Sky (燃野少年的天空)        | 9 juillet      |
| 24   | 问花                 | Demander des fleurs                    | Green Snake (en)                                  | 15 juillet     |
| 25   | 江湖缘起             | L'origine de Jianghu                   | Jeu JX Online 3                                   | 16 juillet     |
| 26   | 中国加油歌           | Let's go Chine                         | Avec Sun Nan, lors des Jeux olympiques d'été      | 23 juillet     |
| 27   | 生活总该迎着光亮     | La vie devrait faire face à la lumière | The Bond (en)                                     | 17 août        |
| 28   | 夏日友晴天           | L'amitié sous le ciel d'été            | Luca                                              | 18 août        |
| 29   | 无疾而终             | La fin n'est rien                      | Demi-dieux et semi-démons (zh)                    | 23 août        |
| 30   | 生而为赢             | Né pour gagner                         | -                                                 | 27 août        |
| 31   | 时结                 | Les liens du temps                     | Honor of Kings                                    | 17 septembre   |
| 32   | 若思念便思念         | Si tu me manques                       | -                                                 | 20 septembre   |
| 33   | 和光同春             | Lumière et printemps                   | Convention des Nations Unies sur la bio-diversité | 28 septembre   |
| 34   | 今天是你的生日，中国 | Joyeux annivesaire la Chine!           | -                                                 | 1er octobre    |
| 35   | 只为真相             | Seulement la vérité                    | -                                                 | 12 octobre     |
| 36   | 最好的礼物           | Le meilleur cadeau                     | The Pavilion (八角亭谜雾)                         | 16 octobre     |
| 37   | 美好的世界           | Un beau monde                          | (不速来客)                                        | 20 octobre     |
| 38   | 威凤吟               | Chant du phénix                        | Six coursiers du mausolée Zhao                    | 24 octobre     |
| 39   | 光亮                 | Lumineux                               | En honneur de la Cité interdite                   | 6 novembre     |
| 40   | 以无旁骛之吻         | Embrasse-moi de tout ton coeur         | Novoland: Pearl Eclipse (en)                      | 9 novembre     |
| 41   | 花西子               | Florasis                               | Version multilingue                               | 2 décembre     |
| 42   | 借给我一盒火柴       | Prêtes-moi une boîte d'allumettes      | Ebola Fighters (zh)                               | 9 décembre     |
| 43   | 说声你好             | Dire bonjour                           | Maison de Xiaomin (en)                            | 10 décembre    |
| 43   | 像鸟儿一样`          | Comme un oiseau                        | Ennemis (zh)                                      | 15 décembre    |
| 44   | 好好生活就是美好生活 | Une bonne vie, c'est une bonne vie     | Veille du Nouvel an 2022                          | 28 décembre    |
| 45   | 奔赴                 | Se précipiter                          | Veille du Nouvel an 2022                          | 31 décembre    |

| 2022 | 2022           | 2022                                        | 2022                                                     | 2022           |
| No.  | Titre original | Traduction                                  | Pour                                                     | Date de sortie |
| ---- | -------------- | ------------------------------------------- | -------------------------------------------------------- | -------------- |
| 1    | 你是我的城     | Tu es ma ville                              | Partenaire idéal (zh)                                    | 6 janvier      |
| 2    | My Only        | Moi seul                                    | Reset (en), en anglais                                   | 10 janvier     |
| 3    | 念归去         | Rentrer à la maison                         | Mirror: A Tale of Twin Cities (en)                       | 12 janvier     |
| 4    | 回到你身边     | Retourner à tes côtés                       | Nice View (en)                                           | 21 janvier     |
| 5    | 出场           | Entrer en scène                             | -                                                        | 27 janvier     |
| 6    | 你看起来很好吃 | Tu as l'air délicieux                       | -                                                        | 1er février    |
| 7    | 星鱼           | Étoile de mer                               | Livre du même nom                                        | 7 février      |
| 8    | 光字片         | -                                           | A Lifelong Journey (en)                                  | 15 février     |
| 9    | 可梦           | Kémon                                       | Pokémon                                                  | 19 février     |
| 10   | 梦想指路       | Poursuivre nos rêves                        | Lors des Jeux olympiques d'hiver de Pékin                | 20 février     |
| 11   | 在意           | Prendre soin                                | Challenges at Midlife (zh)                               | 22 février     |
| 12   | 我的答案       | Ma réponse                                  | Pour le Parquet populaire suprême chinois                | 1er mars       |
| 13   | 鲛人之歌       | Chant de la sirène                          | The Blue Whisper (en)                                    | 16 mars        |
| 14   | 睡个好觉       | Bien dormir                                 | Journée internationale du sommeil                        | 21 mars        |
| 15   | 卿卿           | Chérie                                      | 祝卿好 (zh)                                              | 17 avril       |
| 16   | 征途           | Voyage                                      | Remarquable Voyage                                       | 20 avril       |
| 17   | 彼岸花         | Fleur lis rouge                             | 问天录 (zh)                                              | 24 avril       |
| 18   | 有我           | Il y a moi                                  | Pour la ligue de la jeunesse communiste                  | 27 avril       |
| 19   | 照耀星河       | La brillante voie lactée                    | Love in Flame of War (zh)                                | 29 avril       |
| 20   | I See Us       | Je nous vois                                | My Superhero (zh)                                        | 18 mai         |
| 21   | 传家           | Héritage                                    | Legacy                                                   | 19 mai         |
| 22   | 万里挑一       | 1 sur 10 000                                | Dr. Tang (zh)                                            | 26 juin        |
| 23   | 祝福           | Bonheur                                     | Lors du 25e anniversaire de la rétrocession de Hong Kong | 29 juin        |
| 24   | 请带着浪漫远航 | Voguer romantique                           | 冲出地球                                                 | 8 juillet      |
| 25   | 追赶春天的人   | À la poursuite du printemps                 | Close to Love                                            | 13 juillet     |
| 26   | 你的样子       | Tel que tu es                               | Close to Love                                            | 21 juillet     |
| 27   | 重生           | Renaissance                                 | Fights Break Spheres (en)                                | 24 juillet     |
| 28   | 后来没有你     | Plus tard sans toi                          | Close to Love                                            | 4 août         |
| 29   | 余情           | Amour en trop                               | Love Between Fairy and Devil (en)                        | 11 août        |
| 30   | 田埂五月风     | Le vent de mai sur la crête                 | -                                                        | 14 août        |
| 31   | 向光而行       | Vers la lumière                             | 这十年·追光者                                            | 17 août        |
| 32   | 花开忘忧       | Oublies les fleurs                          | -                                                        | 10 septembre   |
| 33   | 风筝是风的信   | Les cerfs-volants sont les messages du vent | Close to Love                                            | 26 septembre   |
| 34   | 美美           | Beauté                                      | -                                                        | 29 septembre   |
| 35   | 最珍贵的你     | Ton plus précieux                           | -                                                        | 12 octobre     |
| 36   | 超级玩家       | Super joueur                                | -                                                        | 21 octobre     |
| 37   | 奔向你         | Courir vers toi                             | 逐梦苍穹·飞天30年                                        | 30 octobre     |
| 38   | 焰火           | Feux d'artifices                            | Lighter and Princess (zh)                                | 3 novembre     |
| 39   | 很高兴遇见你   | Heureux de te rencontrer                    | Honor of Kings                                           | 12 novembre    |
| 40   | 流光           | Temps                                       | Ma chanson, mon émission                                 | 22 novembre    |
| 41   | 奇遇乐章       | Mouvement d'aventure                        | 6 chansons de Disney, en anglais                         | 28 novembre    |
| 42   | 逐月           | Poursuivre la lune                          | Chanson de la lune                                       | 15 décembre    |
| 43   | 风起流年       | Le vent s'élève au fil du temps             | 风起西州                                                 | 26 décembre    |
| 44   | 人间星河       | La voie lactée                              | Dawn of the Orient (zh)                                  | 27 décembre    |
| 45   | 一试有成       | Un essai réussi                             | Veille du Nouvel an 2023                                 | 30 décembre    |

| 2023 | 2023             | 2023                             | 2023                                                              | 2023         |
| ---- | ---------------- | -------------------------------- | ----------------------------------------------------------------- | ------------ |
| 1    | 人是_            | Humanité                         | Terre errante 2                                                   | 14 janvier   |
| 2    | 永恒孤独         | Solitude éternelle               | Le Problème à trois corps                                         | 16 janvier   |
| 3    | 祈愿山海         | Prière                           | Honor of Kings                                                    | 17 janvier   |
| 4    | 心归处是吾乡     | Mon coeur est à ma ville natale  | -                                                                 | 20 janvier   |
| 5    | 明天的世界更美好 | Le monde de demain sera meilleur | -                                                                 | 23 janvier   |
| 6    | Endless Sailing  | Naviguer à l'infini              | Le Problème à trois corps, version anglaise de Solitude éternelle | 31 janvier   |
| 7    | 家乡人           | Habitants de ma ville natale     | Avec Mao Buyi                                                     | 20 février   |
| 8    | 芽               | Bourgeon                         | Become a Farmer (种地吧)                                          | 23 février   |
| 9    | 意犹在           | L'intention persiste             | Légende du chat blanc                                             | 4 mars       |
| 10   | 鈴芽之旅         | Suzume                           | Suzume                                                            | 14 mars      |
| 11   | Heart of Peace   | Coeur en paix                    | -                                                                 | 25 avril     |
| 12   | 浮游             | Flotter                          | Back from the Brink (zh)                                          | 8 mai        |
| 13   | 梦想的远征       | Expédition de rêves              | -                                                                 | 10 mai       |
| 14   | 也很值得         | Ça vaut la peine                 | Gen Z (后浪)                                                      | 14 mai       |
| 15   | 璀璨冒险人       | Brillants aventuriers            | Soul Land 2 (zh)                                                  | 28 mai       |
| 13   | 如许             | Comme ça                         | -                                                                 | 1er juillet  |
| 14   | 同行同往         | Aller ensemble                   | 领航新时代                                                        | 21 juillet   |
| 15   | 夏日妄想         | Délusion d'été                   | Avec Mai Mizuhashi pour Honor of Kings                            | 26 juillet   |
| 16   | 爱达未来         | L'amour au futur                 | -                                                                 | 7 août       |
| 17   | 明明             | Clairement                       | La légende de Zhuohua (zh)                                        | 16 août      |
| 18   | 同心圆           | Cercles concentriques            | -                                                                 | 6 septembre  |
| 19   | 时间之海         | La mer du temps                  | I am Nobody (zh)                                                  | 15 septembre |
| 20   | 她               | Elle                             | Alliance (zh)                                                     | 19 septembre |
| 21   | 繁花依旧         | Fleurs épanouies                 | The Volunteers: To the War (en)                                   | 25 septembre |
| 22   | 似夏             | Comme l'été                      | Blooming Days (zh)                                                | 1er novembre |
| 23   | 过客             | Passant                          | 以爱为营 (zh)                                                     | 4 novembre   |
| 24   | 旅途             | Voyage                           | 故乡，别来无恙                                                    | 7 novembre   |
| 25   | 借梦             | Emprunt d'un rêve                | Story of Kunning Palace (en)                                      | 10 novembre  |
| 25   | 我以渺小爱你     | Je t'aime un tout petit peu      | On the way (zh)                                                   | 11 novembre  |
| 26   | I'm a Star       | Je suis un étoile                | Le souhait: Asha et la bonne étoile, version chinoise             | 20 novembre  |
| 27   | 浮光             | Histoire                         | -                                                                 | 31 décembre  |

| 2024 | 2024                  | 2024                            | 2024                                                         | 2024           |
| No.  | Titre original        | Traduction                      | Remarques                                                    | Date de sortie |
| ---- | --------------------- | ------------------------------- | ------------------------------------------------------------ | -------------- |
| 1    | 身边                  | Autour de nous                  | Hommage au peuple chinois                                    | 5 janvier      |
| 2    | 痕迹                  | Vestige                         | Born to Run (zh)                                             | 10 janvier     |
| 3    | 共鸣                  | Résonance                       | Sword and Fairy (zh)                                         | 25 janvier     |
| 4    | 小美满                | Petite joie                     | 热辣滚烫                                                     | 6 février      |
| 5    | 万物温柔相依          | Toutes choses sont douces       | -                                                            | 24 février     |
| 6    | 门                    | Porte                           | In Blossom (en)                                              | 15 mars        |
| 7    | 非你所想              | Pas comme tu le penses          | War of Faith (en)                                            | 20 mars        |
| 8    | 春雪                  | Printemps neigeux               | -                                                            | 21 mars        |
| 9    | 记得                  | Souviens-toi                    | Best Choice Ever (zh)                                        | 17 avril       |
| 10   | 和平颂                | Ode à la paix                   | -                                                            | 19 avril       |
| 11   | 奇迹时刻              | Moment miraculeux               | Honor of King                                                | 23 avril       |
| 12   | 借过一下              | Laissez-moi passer              | Joy of Life 2 (zh)                                           | 15 mai         |
| 13   | 一晌                  | Un moment                       | Fox Spirit Matchmaker: Red-Moon Pact (en)                    | 23 mai         |
| 14   | 红星闪闪亮            | Étoile rouge brillante          | -                                                            | 30 mai         |
| 15   | 去明天                | Allez-y demain                  | Bilibili                                                     | 5 juin         |
| 16   | 风吹过的晨曦          | Vent matinal                    | The Tale of Rose (en)                                        | 7 juin         |
| 17   | 三餐四季              | 3 repas et 4 saisons            | -                                                            | 8 juin         |
| 18   | 云边的风筝            | Cerf-volant dans les nuages     | Moments We Share (zh)                                        | 23 juin        |
| 19   | 消夏图                | Images estivales                | -                                                            | 22 juillet     |
| 20   | 解密                  | Décrypter                       | Decoded (en)                                                 | 25 juillet     |
| 21   | 行舟问柳              | Chercher en bateau              | 柳舟记 (zh)                                                  | 12 août        |
| 22   | 非遗里的中国          | Patrimoine chinois              | -                                                            | 23 août        |
| 23   | 奉时光予你            | Donne-moi du temps              | -                                                            | 1er septembre  |
| 24   | 绽放的笑容            | Sourire épanoui                 | -                                                            | 24 septembre   |
| 25   | 心同此愿              | Partageons le même souhait      | -                                                            | 29 septembre   |
| 26   | 看见我                | Regarde-moi                     | Honor of Kings                                               | 2 octobre      |
| 27   | 一生一瞬              | Toute une vie en un clin d'oeil | 七夜雪                                                       | 8 octobre      |
| 28   | La Danza del Dios sol | La danse du soleil levant       | Échange culturel entre Chine et Amérique latine, en espagnol | 6 novembre     |
| 29   | 太阳升起的舞蹈        | La danse du soleil levant       | Échange culturel entre Chine et Amérique latine, en mandarin | 6 novembre     |
| 30   | 战·永不言败           | Combattre, jamais vaincu        | The Land of Warriors (zh)                                    | 28 novembre    |

| 2025 | 2025           | 2025       | 2025                                             | 2025           |
| No.  | Titre original | Traduction | Pour                                             | Date de sortie |
| ---- | -------------- | ---------- | ------------------------------------------------ | -------------- |
| 1    | 曼陀           | Datura     | Love in Pavillion (淮水竹)                       | 4 mai          |
| 2    | 歸來           | Retour     | Return to the Troop (歸隊), en mandarin et russe | 7 mai          |
| 3    | 桂花謠         | La ballade | The Litchi Road (長安的荔枝)                     | 9 juin         |